# Węgleszyn
Węgleszyn – wieś w Polsce, położona w województwie świętokrzyskim, w powiecie jędrzejowskim, w gminie Oksa.
Do 1954 roku istniała gmina Węgleszyn. W latach 1975–1998 wieś administracyjnie należała do województwa kieleckiego.

## Historia
W XIV wieku, wieś Węgleszyn należała do rodu Jelitczyków, pieczętujących się herbem Jelita. Jednakże już w połowie następnego stulecia dobra węgleszyńskie, składające się w tym czasie z trzech wsi: Węgleszyn, Węgleszyn Mały i Rembiechowa, przeszły w ramach sprzedaży (lub wiana) w ręce rodu Oleśnickich herbu Dębno. Początkowo stanowiły własność Jana Głowacza Oleśnickiego (zm. 1460), po nim przeszły w spadku na jego synów i wnuków. W roku 1588 Jan Oleśnicki (zm. 1619) nabył od Kacpra Trojanowskiego części wsi Zakrzów, Zalesie oraz Czekny, co powiększyło dobra węgleszyńskie. 
Po śmierci Jana Oleśnickiego, ziemiami gospodarowała jego owdowiała żona, Izabela z Sędziejowic Chycka (zm. 1625–1629), mająca zapis prawa dożywotniego gospodarowania tymi ziemiami. Potem w ramach podziału przejęła je Zofia Straszowa z Oleśnickich (zm. po 1636), średnia córka Jana i Izabeli Oleśnickich, i przekazała w ręce rodu Straszów. Ci zaś, nie będąc zainteresowani gospodarowaniem w dobrach węgleszyńskich, w 1630 r. sprzedali je urodzonemu Feliksowi Majowi (zm. 1634). 
W rękach Majów herbu Starykoń Węgleszyn znajdował się co najmniej do lat 70. XVII w., po czym drogą wiana przeszedł do rodziny Bystrzonowskich herbu Starykoń, którzy władali wsią niemal do końca XIX stulecia.

## Integralne części wsi
| SIMC    | Nazwa      | Rodzaj    |
| ------- | ---------- | --------- |
| 0256805 | Błonie     | część wsi |
| 0256811 | Mała Wieś  | część wsi |
| 0256840 | Młynek     | część wsi |
| 0256828 | Stara Wieś | część wsi |
| 0256834 | Zakarczmie | część wsi |

## Zabytki
Kościół parafialny pw. św. Andrzeja z 1367 r., wielokrotnie przebudowywany oraz dzwonnica z I połowy XIX w.; wpisane do rejestru zabytków nieruchomych (nr rej.: A-130/1-2 z 11.02.1967).